# А̊
La A con anillo arriba (А̊ а̊; cursiva: А̊ а̊) es una letra de la escritura cirílica. En todas sus formas se ve exactamente como la A con anillo arriba latina (Å å Å å).
Se usa solo en el alfabeto del idioma selkup donde representa la vocal semiabierta posterior redondeada /ɔ/ o la vocal abierta posterior redondeada /ɒ/.